# Rågø Kalv
Rågø Kalv er en lille ubeboet ø i Smålandsfarvandet nord for Lolland.